# Trượt tuyết băng đồng tại Thế vận hội Mùa đông 2018 - 4 × 5 kilômét tiếp sức nữ
Nội dung 4 × 5 kilômét tiếp sức nữ của môn trượt tuyết băng đồng tại Thế vận hội Mùa đông 2018 diễn ra vào ngày 17 tháng 2 năm 2018 tại Alpensia Cross-Country Centre ở Pyeongchang, Hàn Quốc.

## Diễn biến
Ở lượt thứ nhất, Nga (Natalia Nepryaeva) và Na Uy (Ingvild Flugstad Østberg) trượt cùng nhau, trong khi Phần Lan (Aino-Kaisa Saarinen) kém 20 giây, Thụy Điển (Anna Haag) kém 25 giây, còn Thụy Sĩ đứng thứ năm. Ở lượt hai, Thụy Điển (Charlotte Kalla) bắt kịp Nga (Yulia Belorukova) và trượt cùng nhau, Na Uy (Astrid Uhrenholdt Jacobsen) chậm đi mất nửa phút và bị Phần Lan vượt lên trên (Kerttu Niskanen), kém các đội dẫn đầu 10 giây. Thụy Sĩ vẫn thứ 5 (Nadine Fähndrich), nhưng gần bắt kịp Na Uy. Ở lượt ba, Na Uy (Ragnhild Haga) bắt kịp những người dẫn đầu là Thụy Điển (Ebba Andersson) và Nga (Anastasia Sedova). Phần Lan lúc này đã kém tới 40 giây, trong khi các đội khác đã hết cơ hội. Ở lượt cuối, Anna Nechaevskaya của Nga không thể bắt kịp top đầu, nhưng Krista Pärmäkoski của Phần Lan cũng không thể thu hẹp khoảng cách với Nga, và Nga về thứ ba. Ở vạch đích, Marit Bjørgen nhanh hơn so với Stina Nilsson, mang về tấm huy chương vàng cho Na Uy.

## Kết quả
Cuộc đua bắt đầu lúc 18:30.
| Hạng | Số áo | Quốc gia | Thời gian                               | Kém     |
| ---- | ----- | --- | --------------------------------------- | ------- |
| 1    | 1     | Na Uy · Ingvild Flugstad Østberg · Astrid Uhrenholdt Jacobsen · Ragnhild Haga · Marit Bjørgen                | 51:24.3 13:28.9 14:15.9 11:46.7 11:52.8 | —       |
| 2    | 2     | Thụy Điển · Anna Haag · Charlotte Kalla · Ebba Andersson · Stina Nilsson                                     | 51:26.3 13:50.3 13:26.4 12:11.4 11:58.2 | +2.0    |
| 3    | 5     | Vận động viên Olympic từ Nga · Natalya Nepryayeva · Yuliya Belorukova · Anastasia Sedova · Anna Nechaevskaya | 52:07.6 13:24.5 13:50.5 12:13.4 12:39.2 | +43.3   |
| 4    | 3     | Phần Lan · Aino-Kaisa Saarinen · Kerttu Niskanen · Riitta-Liisa Roponen · Krista Pärmäkoski                  | 52:26.9 13:44.4 13:40.7 12:45.2 12:16.6 | +1:02.6 |
| 5    | 4     | Hoa Kỳ · Sophie Caldwell · Sadie Bjornsen · Kikkan Randall · Jessica Diggins                                 | 52:44.8 14:26.0 13:54.2 12:12.9 12:11.7 | +1:20.5 |
| 6    | 6     | Đức · Stefanie Böhler · Katharina Hennig · Victoria Carl · Sandra Ringwald                                   | 53:13.7 14:16.4 13:53.9 12:37.9 12:25.5 | +1:49.4 |
| 7    | 7     | Thụy Sĩ · Laurien van der Graaff · Nadine Fähndrich · Nathalie von Siebenthal · Lydia Hiernickel             | 53:15.8 13:59.9 13:46.8 12:22.4 13:06.7 | +1:51.5 |
| 8    | 12    | Slovenia · Anamarija Lampič · Katja Višnar · Alenka Čebašek · Vesna Fabjan                                   | 53:55.7 13:28.4 14:47.7 12:22.1 13:17.5 | +2:31.4 |
| 9    | 9     | Ý · Anna Comarella · Lucia Scardoni · Elisa Brocard · Ilaria Debertolis                                      | 54:22.0 14:25.2 14:19.9 12:29.2 13:07.7 | +2:57.7 |
| 10   | 8     | Ba Lan · Ewelina Marcisz · Justyna Kowalczyk · Martyna Galewicz · Sylwia Jaśkowiec                           | 54:30.9 14:23.1 14:13.0 13:14.8 12:40.0 | +3:06.6 |
| 11   | 11    | Cộng hòa Séc · Kateřina Beroušková · Karolína Grohová · Petra Nováková · Barbora Havlíčková                  | 55:17.1 14:06.2 14:49.4 12:45.3 13:36.2 | +3:52.8 |
| 12   | 13    | Pháp · Aurore Jéan · Anouk Faivre-Picon · Coraline Thomas Hugue · Delphine Claudel                           | 55:50.2 14:37.7 14:43.7 12:52.2 13:36.6 | +4:25.9 |
| 13   | 10    | Canada · Dahria Beatty · Emily Nishikawa · Cendrine Browne · Anne-Marie Comeau                               | 56:14.6 15:00.2 14:35.0 12:53.7 13:45.7 | +4:50.3 |
| 14   | 14    | Belarus · Anastasia Kirillova · Yulia Tikhonova · Polina Seronosova · Valiantsina Kaminskaya                 | 57:56.1 15:46.7 14:47.3 13:16.4 14:05.7 | +6:31.8 |